# Championnats d'Europe d'escrime 1981
Navigation
Édition suivante
Les championnats d'Europe d'escrime 1981 se sont disputés à Foggia en Italie en 1981.  La compétition organisée par la fédération italienne d'escrime, sous l'égide de la Confédération européenne d'escrime a vu s'affronter des tireurs des différents pays européens lors de 4 épreuves différentes. 
Pour cette première édition des championnats d’Europe, les épreuves sont uniquement individuelles.
Avec trois titres sur quatre possibles, l'Italie termine la compétition largement en tête.

## Résultats
| Épreuves                              | Or                   | Argent           | Bronze            |
| ------------------------------------- | -------------------- | ---------------- | ----------------- |
| Épée                                  |                      |                  |                   |
| Hommes individuel résultats détaillés | Angelo Mazzoni       | Stéphane Ganeff  | Zoltán Székely    |
| Fleuret                               |                      |                  |                   |
| Hommes individuel résultats détaillés | Andrea Borella       | Angelo Scuri     | Petru Kuki        |
| Femmes individuel résultats détaillés | Anna Rita Sparaciari | Dorina Vaccaroni | Cornelia Hanisch  |
| Sabre                                 |                      |                  |                   |
| Hommes individuel résultats détaillés | Imre Gedővári        | Jacek Bierkowski | Ferdinando Meglio |

## Tableau des médailles
| Rang  | Nation               | Or | Argent | Bronze | Total |
| ----- | -------------------- | -- | ------ | ------ | ----- |
| 1     | Italie               | 3  | 2      | 1      | 6     |
| 2     | Hongrie              | 1  | 0      | 1      | 2     |
| 3     | Belgique             | 0  | 1      | 0      | 1     |
| 3     | Pologne              | 0  | 1      | 0      | 1     |
| 5     | Allemagne de l'Ouest | 0  | 0      | 1      | 1     |
| 5     | Roumanie             | 0  | 0      | 1      | 1     |
| Total | Total                | 4  | 4      | 4      | 12    |